# Lessertia muricata
Lessertia muricata är en ärtväxtart som beskrevs av Terence Macleane Salter. Lessertia muricata ingår i släktet Lessertia och familjen ärtväxter. Inga underarter finns listade i Catalogue of Life.